# Tranvia Alessandria-Sale
La tranvia Alessandria-Sale era una linea tranviaria interurbana che collegava le città di Alessandria e Sale dal 1880 al 1933.

## Storia

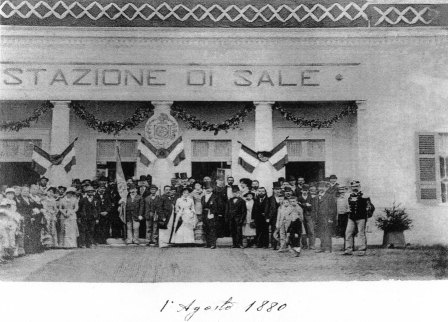
Sale - Inaugurazione tram

Nel 1876 due imprenditori, il salese Domenico Bellisomi e il cuggionese Ercole Belloli, presentarono al comune di Alessandria una domanda per la costruzione di due linee tranviarie a vapore: una da Alessandria a Casale Monferrato e una da Alessandria a Sale; analoga domanda fu presentata dai due imprenditori nel 1879 al comune di Sale per una tranvia Alessandria-Sale-Pontecurone.
L'8 maggio 1879 la giunta municipale di Alessandria e i sindaci di Piovera, Alluvioni Cambiò, Sale, Castelnuovo Scrivia, Pontecurone e Guazzora si riunirono insieme a Belloli e Bellisomi per decidere sul progetto della tranvia: si stabilì di variare il progetto spostando il capolinea da Pontecurone a Voghera.
I lavori iniziarono poco dopo, ma per motivi tecnici si stabilì di limitare la linea a Sale.
.

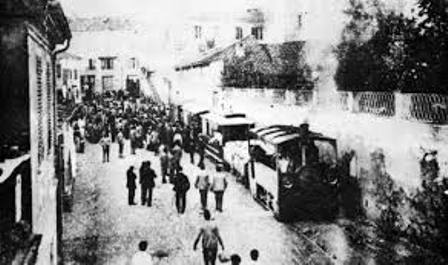

L'inaugurazione delle linee Alessandria-Sale e Alessandria-Casale avvenne il 1º agosto 1880 alla presenza del ministro di Grazia e Giustizia Tommaso Villa, dei parlamentari della provincia di Alessandria e del prefetto; la linea entrò in servizio il successivo 11 agosto con due coppie di corse giornaliere, portate in seguito a tre (più una coppia i lunedì non festivi) che percorrevano la linea in un'ora e trentotto minuti.
Nell'ottobre 1881 Belloli e Bellisomi cedettero la linea alla belga Società Anonima delle Tramvie a Vapore della Provincia di Alessandria, costituitasi l'anno precedente a Bruxelles e abilitata ad operare in Italia dal febbraio 1881. Il 27 aprile 1882 Bellisomi, nel frattanto nominato cavaliere insieme a Belloli, aveva inaugurato la tranvia Tortona-Sale, ideale prosecuzione della linea, con cui condivideva la stazione di Sale.
Col passare del tempo la linea, così come le altre tratte esercite dalla "Belga", non fu più in grado di soddisfare i bisogni delle popolazioni locali, offrendo un servizio sempre più scadente. La linea chiuse il 7 novembre 1933, sostituita da autobus della Società Autotrasporti Alessandria (SAA); rimase in servizio come raccordo merci il breve tratto tra lo zuccherificio di Spinetta Marengo e la stazione di Spinetta, attivo sino agli anni cinquanta.

## Caratteristiche
|  | Unused urban continuation backward |

|  | Unknown route-map component "uexBHF" |

|  | Unknown route-map component "uexHST" |

|  | Unknown route-map component "uexHST" |

|  | Unknown route-map component "uexHST" |

|  | Unknown route-map component "uexhKRZWae" |

|  | Unknown route-map component "uexHST" |

|  | Unknown route-map component "uexBHF" |

| Unknown route-map component "uexCONTgq" | Unknown route-map component "uexABZgr" |  |

|  | Unknown route-map component "uexHST" |

|  | Unknown route-map component "uexHST" |

|  | Unknown route-map component "uexHST" |

|  | Unknown route-map component "uexHST" |

|  | Unknown route-map component "uexBHF" |

|  | Unused urban continuation forward |

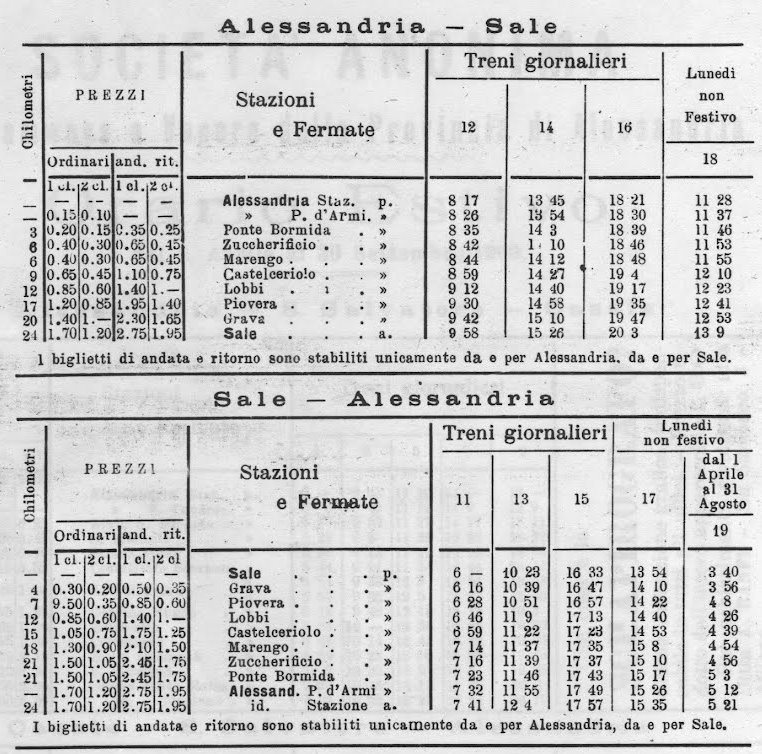
Orario tranvia Alessandria-Sale

La linea tranviaria era a binario singolo a scartamento ordinario di 1445 mm, interamente in sede promiscua. Si sviluppava per 23,900 km. Il raggio di curvatura era di 30 metri, la pendenza massima del 18 per mille. I convogli potevano toccare una velocità massima di 20 km/h.

### Percorso
Il capolinea, in comune con la tranvia per Casale, si trovava ad Alessandria in corso Crimea, dove successivamente fu costruito il Palazzo di Giustizia; da lì la linea toccava le fermate urbane di piazza Savona (poi piazza Garibaldi) e della vecchia piazza d'armi (in seguito ribattezzata piazza Matteotti).
Uscita dalla città la tranvia attraversava il fiume Bormida, quindi toccava le località di Marengo, da cui si diramava la linea per Mandrogne, Castelceriolo, Lobbi, Piovera e Grava prima di raggiungere il capolinea di Sale, stazione in comune con la tranvia per Tortona dotata di deposito e officina.

## Materiale rotabile
Sulla tranvia prestarono servizio locomotive a vapore di tipo tranviario.
Il parco rotabili della "Belga", impiegato promiscuamente su tutte le linee sociali, risultava composto tra il 1927 e il 1930 da dodici locomotive a vapore, 31 rimorchiate a due assi e 70 carri merci.